# My Destiny (Lionel Richie)
My Destiny è un singolo del cantautore statunitense Lionel Richie, pubblicato nel 1992 ed estratto dall album Back to Front.

## Video musicale
Il video musicale è stato diretto da Mary Lambert.

## Tracce
- 7"

1. My Destiny (lite mix edit) – 3:50
2. Do It to Me (rhythm method single edit) – 4:35

- CD Maxi

1. My Destiny (lite mix edit) – 3:49
2. Do It to Me (rhythm method single edit) – 4:36
3. My Destiny (hiphouse #2 mix) – 5:59
4. Do It to Me (rhythm method extended mix) – 6:32

## Classifiche
| Classifica (1992) | Posizione massima |
| ----------------- | ----------------- |
| Regno Unito       | 7                 |